# Ксёнж-Вельки

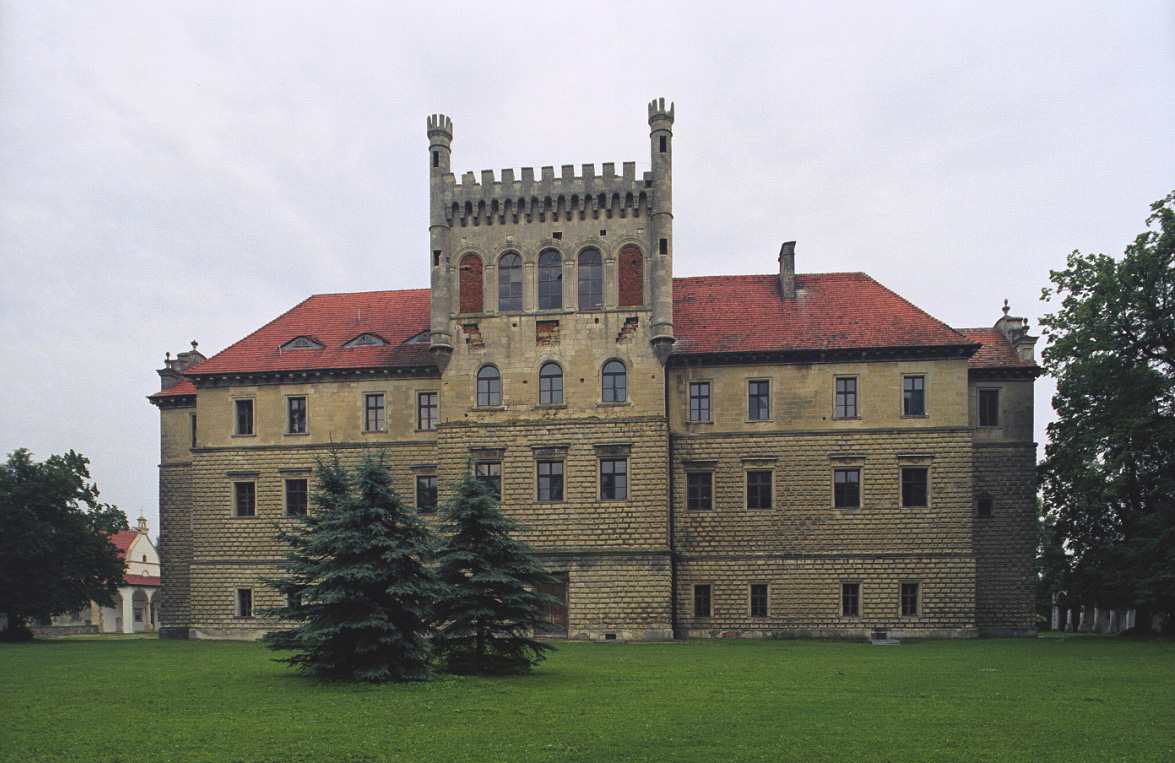
Замок в Ксёнж-Вельки, построенный итальянским архитектором Санти Гуччи

Ксёнж-Ве́льки (пол. Książ Wielki) — деревня в Мехувском повяте Малопольского воеводства, на юге Польше. Является центром гмины (административной единицы) Ксёнж-Вельки.

## География
Находится в 13 км к северо-востоке от Мехува и 45 км к северу от центра воеводства Кракова.

## История
В XVI веке в селе возведена резиденция рода Мышковских Дворец Мирув.
В 1975—1998 годах село входило в состав Келецкого воеводства.

## Известные уроженцы и жители
- Гуччи, Санти (ок. 1530 — ок.1600) — итальянский скульптор и архитектор на службе польских королей.